# Geomitra clavigera
Geomitra clavigera är en enhjärtbladig växtart som beskrevs av Odoardo Beccari. Geomitra clavigera ingår i släktet Geomitra och familjen Burmanniaceae. Inga underarter finns listade i Catalogue of Life.